# Gypona sena
Gypona sena är en insektsart som beskrevs av Delong och Triplehorn 1979. Gypona sena ingår i släktet Gypona och familjen dvärgstritar. Inga underarter finns listade i Catalogue of Life.